# Республіка Алтай
Респу́бліка Алта́й (рос. Респу́блика Алта́й; алт. Алтай Республика) — суб'єкт Російської Федерації, входить до складу Сибірського федерального округу.
Столиця — місто Горно-Алтайськ.
Межує з Республіками Тувою і Хакасією, Алтайським краєм і Кемеровською областю, а також Китаєм, Монголією і Казахстаном.
Утворено 1 червня 1922.

## Географія
Клімат помірно континентальний, з коротким спекотним літом і довгою морозною зимою.
Рельєф республіки характеризується високими хребтами, розділеними вузькими й глибокими річковими долинами, рідкими широкими міжгірськими улоговинами. Найвища гора — Бєлуха (Кадин-Бажи) — 4506 м, є найвищою точкою Сибіру.
Річкова система нараховує більше 20 тисяч водотоків із загальною довжиною більше 60 тис. км і близько 7 тисяч озер загальною площею більше 600 км². Найбільші річки — Катунь і Бія, які, зливаючись, утворюють річку Об, найбільшу річку Сибіру. Найбільше озеро — Телецьке (Алтин-Кель) із площею водного дзеркала 230,8 км² і глибиною 325 метрів.

## Часовий пояс
Республіка Алтай перебуває в часовому поясі, який позначається за міжнародним стандартом як Krasnoyarsk Time Zone (KRST). Зсув відносно UTC становить +7:00. Позначення у Росії — MSK+4 або п'ята часова зона. Сезонні зміни часу тут відсутні. Фактично територія республіки розташована у шостому часовому поясі, але використовує час сьомого. Свій поясний час вона використовувала як стандартний від 1995 до 2011, та у 2014—2016 роках.

## Історія

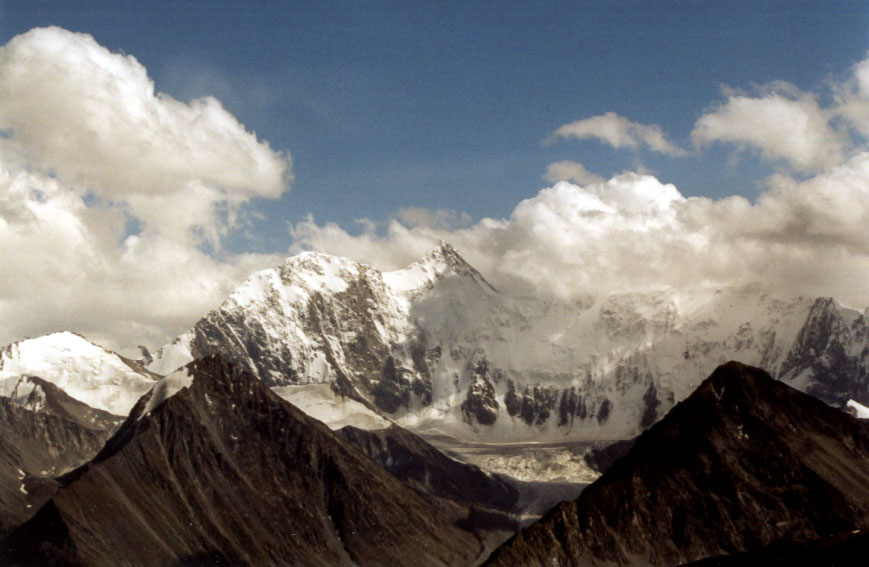
Гора Бєлуха

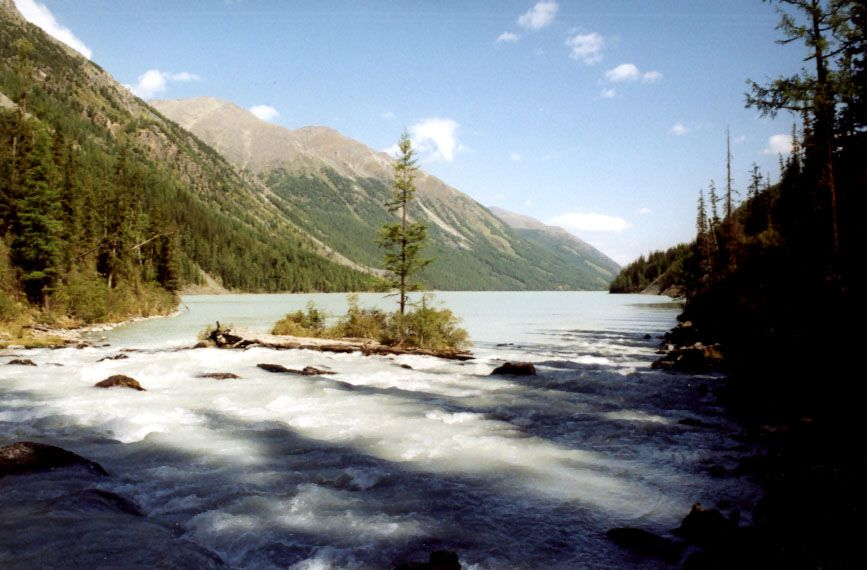
Кучерлинське озеро

### Давня історія
Люди оселилися у долинах Алтаю в епоху палеоліту, близько 1,5 млн років тому. Саме такий вік всесвітньо відомої Улалінської стоянки, виявленої в Горно-Алтайську.
В VIII-ІІІ століттях до н. е. Алтай населяли скіфи-пазирикці — творці алтайського звіриного стилю.
Гунно-сарматський період історії регіону починається з кінця ІІІ століття до н. е.
Владиками Центральної Азії з VI століття н. е. стають нащадки гунів, предки алтайців — тюрки.
Збережені елементи алтайського звіриного стилю в традиційному мистецтві сучасних корінних жителів підтверджують зв'язок алтайських племен з іншими давніми народами всього євразійського материка.
Алтай — прабатьківщина всіх сучасних тюркських народів світу, де в 552 році стародавні тюрки створили свою державу — каганат. Тут сформувалася мова тюрків, що одержала поширення серед всіх народів каганату завдяки появі писемності у зв'язку з державністю тюрків, відомої сьогодні як «архейська рунічна писемність». Все це послужило появі в сучасному науковому світі термінології алтайська сім'я мов (куди входять 3 більші групи: японо-корейська, тунгусо-маньчжурська, тюрко-монгольська) і дало можливість затвердитися у світовій науці науковому напрямку — алтаїстиці.

### Новий час
Алтай у силу геополітичного розташування — центр Євразії — у різні історичні епохи поєднував різні етноси й культури.
Тривалий час Алтай належав до держави калмиків — Джунгарського ханства. Російські першопрохідники називали алтайців білі калмики. В 1756 p. після падіння Джунгарської держави, північний Алтай був анексований Російською державою.

### ХХ століття
На початку ХХ століття у алтайців виник національно-релігійний рух, що дістав назву бурханізм. Після Лютневої революції у 1917 році була створена Алтайська гірська дума, яка у березні 1918 проголосила створення Каракорум-Алтайського округу, що у вересні того ж року увійшов до складу Сибірської республіки. Були створені також алтайські збройні формування, що вели бойові дії проти червоних партизанських загонів, сформованих з російських селян, а з грудня 1919 до 1922 року — проти Червоної армії та сил НКВС.
Республіка Алтай створена 1 червня 1922 p. як Ойротська автономна область у складі Алтайського краю, перейменована 7 січня 1948 p. у Горно-Алтайську автономну область.

### Новітня історія
З 25 жовтня 1990 p. статус автономної області підвищений до Горно-Алтайської АРСР, 3 липня 1991 p. — Горно-Алтайська РСР в складі Росії, із травня 1992 p. — Республіка Горний Алтай, з 12 грудня 1993 p. — Республіка Алтай.
Паралельно до органів влади був створений Курултай алтайського народу, обирається національний лідер — Ел Башчи алтайського народу. Починаючи з 2012 року Курултай розколовся на дві альтернативні організації.
В середині 2000-х років в рамках ліквідації національних автономій пропонувалося включення усіх районів Республіки Алтай до складу Алтайського краю, однак негативна реакція місцевих еліт зупинила цей процес.

## Населення

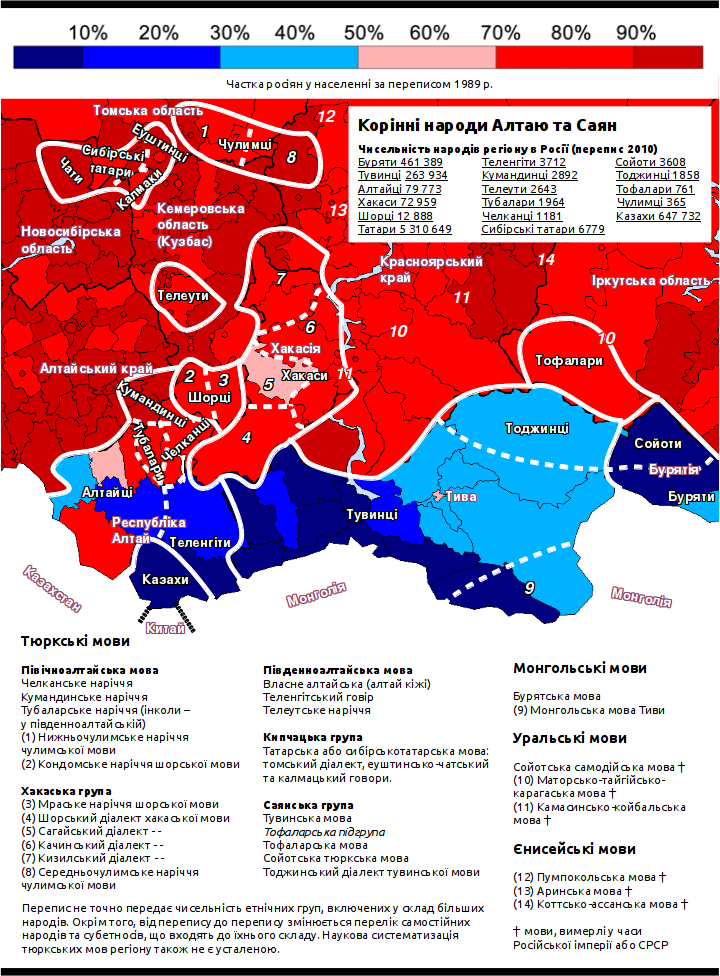
Етнографічна карта Алтаю

Населення республіки становить 207,1 тис. осіб (2008). Густота населення — 2,2 осіб/км² (2005), питома вага міського населення — 25,9 % (2005).
За даними перепису 2002, національний склад населення був таким:
| Національність      | Чисельність, тис. | % від загальної чисельності |
| Росіяни             | 116,5             | 57,4                        |
| Алтайці             | 62,2              | 30,6                        |
| Казахи              | 12,1              | 6,0                         |
| Теленгіти           | 2,4               | 1,2                         |
| Тубалари            | 1,5               | 0,8                         |
| Українці            | 1,4               | 0,7                         |
| Кумандінці          | 0,9               | 0,5                         |
| Німці               | 0,9               | 0,4                         |
| Челканці            | 0,8               | 0,4                         |
| Вірмени             | 0,5               | 0,2                         |
| Татари              | 0,5               | 0,2                         |
| Білоруси            | 0,3               | 0,1                         |
| Азербайджанці       | 0,3               | 0,1                         |
| Інші національності | 2,7               | 1,4                         |
| ------------------- | ----------------- | --------------------------- |

Національний склад населення районів республіки Алтай за переписом 2010 року.
|                        | населення | росіяни | алтайці | казахи | кумандинці |
| ---------------------- | --------- | ------- | ------- | ------ | ---------- |
| м. Горно-Алтайськ      | 56 478    | 67,8    | 22,3    | 2,2    | 0,8        |
| Кош-Агацький район     | 18 147    | 2,9     | 40,6    | 53,5   |            |
| Маймінський район      | 26 927    | 86,9    | 6,9     | 0,8    |            |
| Онгудайський район     | 14 977    | 21,2    | 76,0    | 0,5    |            |
| Турачацький район      | 12 479    | 72,9    | 19,3    |        | 3,3        |
| Усть-Канський район    | 14 942    | 25,0    | 69,9    | 3,2    |            |
| Усть-Коксинський район | 16 989    | 74,4    | 22,5    | 0,6    |            |
| Улаганський район      | 11 391    | 16,6    | 77,1    | 3,7    |            |
| Чемальський район      | 9 439     | 66,9    | 27,8    |        |            |
| Чойський район         | 8 342     | 87,6    | 8,6     |        |            |
| Шебалінський район     | 13 586    | 51,0    | 45,3    | 0,7    |            |

## Адміністративно-територіальний поділ

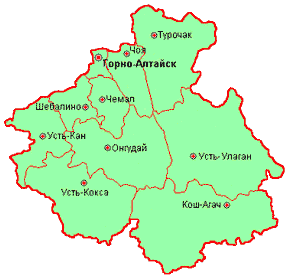
Райони Республіки Алтай

- Кош-Агацький район
- Маймінський район
- Онгудайський район
- Турачацький район
- Усть-Канський район
- Усть-Коксинський район
- Улаганський район
- Чемальський район
- Чойський район
- Шебалінський район
- місто Горно-Алтайськ

## Природні катаклізми
27 вересня 2003 року в шести південних районах Республіки Алтай відбувся найбільш руйнівний за останні кілька десятиліть землетрус. Його причиною стала важкопрогнозована геологічна катастрофа. В епіцентрі сила підземних поштовхів досягала 8-9 балів за шкалою Ріхтера. Після цього в Республіці була відзначена серія нових землетрусів меншої сили. Поштовхи зафіксовані навіть у Новосибірській області, Красноярському краї й Східному Казахстані.
Найбільші руйнування були в Кош-Агацькому, Улаганському, Шебалінському і Онгудайському районах Республіки Алтай. Жертв не було (лише кілька людей одержали легкі травми), але землетрус зруйнував і зашкодив понад 1,8 тисячі (за іншим даними — близько 500) житлових будинків, у яких проживали більше семи тисяч людей, а також адміністративні будинки (школи, лікарні). Збиток, нанесений республіці, склав понад мільярд рублів.

## Особистості
- Родіонов Олександр Михайлович — письменник